# Người về từ cõi chết
Người về từ cõi chết hay Bóng ma hiện về (tựa gốc: The Revenant) là một bộ phim chính kịch của Mỹ được sản xuất năm 2015 và do Alejandro G. Iñárritu làm đạo diễn. Kịch bản phim do Iñárritu và Mark L. Smith viết, dựa trên tiểu thuyết của Michael Punke với tiêu đề The Revenant: A Novel of Revenge, bộ phim được lấy cảm hứng từ những trải nghiệm của những người đàn ông sống ở những vùng đất xa xôi miền Tây nước Mỹ và người thợ săn thú lấy lông, ông Hugh Glass. Bối cảnh phim diễn ra vào năm 1823 ở Montana và South Dakota, với diễn xuất của Leonardo DiCaprio trong vai Glass, cùng các diễn viên Tom Hardy, Will Poulter, Domhnall Gleeson.
Phim tiến triển bắt đầu từ tháng 8 năm 2001, khi Akiva Goldsman mua bản quyền của Punke với dự định sản xuất một bộ phim. Ban đầu, đoàn làm phim dự định mời Park Chan-wook làm đạo diễn với Samuel L. Jackson thủ vai chính và sau đó là bộ đôi John Hillcoat, Christian Bale. Cả hai đạo diễn đều từ bỏ dự án và González Iñárritu được ký hợp đồng để đạo diễn vào tháng 8 năm 2011. Tháng 4 năm 2014, sau nhiều lần trì hoãn ở giai đoạn sản xuất các dự án khác, González Iñárritu xác nhận bắt đầu với dự án Người về từ cõi chết và DiCaprio sẽ đóng vai chính. Đây là bộ phim thứ hai có sự hợp tác của DiCaprio và Tom Hardy (phim đầu tiên là Inception). Quá trình ghi hình bắt đầu vào tháng 10 năm 2014; các lần trì hoãn khiến ngày hoàn thành bị dời đến tháng 8 năm 2015.
Người về từ cõi chết được công chiếu tại TCL Chinese Theatre ở Los Angeles vào ngày 16 tháng 12 năm 2015 và phát hành giới hạn vào ngày 25 tháng 12 năm 2015, trước khi ra mắt rộng rãi ngày 8 tháng 1 năm 2016. Bộ phim nhận được đánh giá tích cực từ giới phê bình điện ảnh, khi khen ngợi diễn xuất của DiCaprio và Hardy, cũng như khả năng đạo diễn của González Iñárritu và hiệu ứng hình ảnh của Lubezki. Người về từ cõi chết thu về ba giải Quả cầu vàng, đề cử cho 12 giải Oscar, gồm có "Phim hay nhất", "Đạo diễn xuất sắc nhất", "Nam diễn viên chính xuất sắc nhất" cho DiCaprio và "Nam diễn viên phụ xuất sắc nhất" cho Hardy.

## Nội dung phim
Năm 1823, Hugh Glass là người hướng dẫn cho nhóm thợ săn của Đại úy Andrew Henry đi qua khu vực hoang vu ở Vùng đất mua Louisiana. Khi ông và cậu con trai lai Pawnee của mình là Hawk đang đi săn hươu, cả nhóm bị bộ lạc thổ dân da đỏ Arikara tấn công, nhiều thợ săn bị giết hại và những người còn sống buộc phải bỏ lại số da hải ly săn được. Chỉ có một số ít thợ săn sống sót khi lên thuyền xuôi theo dòng chảy của sông.
Khi nhóm tái hợp, Henry sợ rằng họ vẫn bị bộ lạc Arikara đuổi theo. Mọi chuyện càng trở nên nghiêm trọng hơn khi Glass, trong khi đi săn, đã gặp một con gấu xám và đàn con của nó. Glass bị tấn công và bị thương nặng, ông cố gắng đánh trả con gấu và giết được nó, sau đó bị kiệt sức và gần như chết. Do không có thuốc để chữa trị, những người còn lại trong nhóm khiêng Glass bằng một cái cáng tự chế. Điều này làm cả nhóm bị chậm đáng kể so với dự định, làm cho John Fitzgerald - một thợ săn xấu bụng - bực tức. Fitzgerald gợi ý Henry giết Glass để làm nhẹ gánh cho cả nhóm. Henry đồng ý, nhưng sau đó không thể bóp cò súng. Thay vào đó, Henry hứa sẽ trả tiền cho ai ở lại với Glass khi ông hồi phục hoặc chết. Chỉ có hai người tình nguyện là Hawk và Jim Bridger - một chàng trai trẻ thiếu kinh nghiệm, Fitzgerald cuối cùng cũng đồng ý ở lại để thu lại những thứ đã mất. Henry bắt Fitzgerald phải hứa sẽ chôn cất Glass khi ông mất.
Sau khi nhóm thợ săn rời đi, Fitzgerald đợi đến khi hắn chỉ có một mình với Glass. Cho rằng người đàn ông bị thương là nguyên nhân gây ra những thiệt hại cho mình, Fitzgerald cố bóp nghẹt Glass, nhưng bị Hawk ngăn lại. Khi Hawk cố gắng kêu gọi sự giúp đỡ, Fitzgerald đã đâm cậu chết trước mặt người cha. Fitzgerald vội vã giấu xác Hawk trước khi Bridger quay lại. Glass không thể làm gì khác ngoài việc nằm yên nhìn Fitzgerald nói dối về việc không biết Hawk đã đi đâu. Buổi sáng sau đó, Fitzgerald đánh thức Bridger, nói dối rằng có một nhóm người Arikara đang đến chỗ họ, và họ phải rời đi tay không, hai người bỏ Glass vào một cái hố và bỏ đi.
Henry và nhóm thợ săn là những người đầu tiên về đến doanh trại, sau đó là Fitzgerald và Bridger. Fitzgerald nói với Henry rằng mặc dù đã rất cố gắng nhưng họ không thể cứu được Glass và con trai Glass thì mất tích. Với câu chuyện bịa đặt trên, Fitzgerald nhận tiền như đã hứa từ Henry - người không có chút nghi ngờ - nhưng Bridger (đã rất miễn cưỡng phải để Glass ở lại) từ chối nhận tiền thưởng. Trong khi đó, Glass dần hồi phục và bò rồi đi qua khu rừng, tự đánh lửa và ăn rễ cây, đồng thời cố gắng chữa trị vết thương dù không mấy hiệu quả. Ông bị người Arikara truy đuổi. Tù trưởng của bộ lạc này đang tìm kiếm Powaqa - cô con gái của ông ta, hiện đang bị bắt cóc. Glass thoát khỏi một nhóm người Arikara bằng cách bơi theo dòng chảy của sông. Sau đó ông gặp một người Pawnee, ông này chia sẻ cho ông một ít thịt sống từ xác một con bò rừng. Hai người nói chuyện và kết thân khi họ cùng đi với nhau. Người đàn ông chữa trị vết thương cho Glass bằng maggot therapy và dựng một cái lều xông để tẩy chất độc khỏi cơ thể đã bị hoại tử của Glass khi ông thấy Glass đang yếu dần vì những vết thương. Glass thức dậy và thấy người bạn mới của mình đã bị một nhóm thương nhân người Pháp đóng trại gần đó treo trên một thân cây. Glass theo dõi khu trại và ngăn chặn đám thương nhân hãm hiếp Powaqa, tạo cơ hội cho cô trốn thoát. Glass cũng tìm cách trốn chạy trên một con ngựa đánh cắp được. Sau đó ông thoát khỏi nhóm người Arikara, nhưng con ngựa của ông bị chết và bản thân ông cũng bị thương nặng hơn. Glass giữ ấm cho mình qua một đêm trong thân con ngựa. Tại doanh trại, nhóm thợ săn gặp một người Pháp đang mang theo bình nước của Glass. Đa số mọi người đều tin rằng gã người Pháp đã lấy trộm từ Hawk, không xa nơi đóng trại, do vậy họ tổ chức một cuộc tìm kiếm Hawk và phát hiện Glass vẫn còn sống. Trong khi đó, Fitzgerald đã lấy trộm tiền quỹ của trại và bỏ chạy trước khi Glass có thể tố cáo hắn.
Glass yêu cầu được đi cùng với Henry để tìm Fitzgerald, và Henry miễn cưỡng đồng ý. Khi họ tách ra trong chốc lát, Fitzgerald phục kích và giết Henry. Glass nghe thấy tiếng súng và quay lại nhưng chỉ thấy Henry đã chết. Biết rằng Fitzgerald đang ở rất gần, Glass tạo ra một cái bẫy bằng cách dựng xác Henry trên yên ngựa, cho mặc quần áo của ông, còn ông thì tự giấu mình trên con ngựa còn lại - được ngụy trang là chở xác Henry - với súng đã nạp đạn, đi ngay phía sau. Fitzgerald mắc mưu và bắn vào cái bẫy từ phía xa. Fitzgerald tiến lại gần kiểm tra, phát hiện ra hắn đã bắn vào xác Henry. Glass bất ngờ bỏ tấm che và bắn vào vai Fitzgerald. Fitzgerald bỏ chạy, Glass đuổi theo sát phía sau, hai người đối mặt ở bờ suối. Glass tấn công và gần như đã hạ gục Fitzgerald, nhưng lời nói của người bạn Pawnee ập đến với ông và nói rằng việc báo thù nằm trong tay của Đấng tạo hóa, và ông đẩy Fitzgerald bị thương nặng trôi theo dòng suối, tới tay những người Arikara đang tới gần. Tù trưởng, người đã tìm được cô con gái Powaqa, tóm lấy Fitzgerald và giết hắn trước khi bỏ qua Glass, tha cho ông vì đã cứu Powaqa.
Khi phim kết thúc, dù cuộc báo thù Fitzgerald đã hoàn tất, Glass tiếp tục có những ký ức về người vợ đã mất của mình, những hình ảnh mà ông đã có trong suốt bộ phim.

## Diễn viên
- Leonardo DiCaprio vai Hugh Glass,[6] người đàn ông bị bạn săn bỏ rơi.
- Tom Hardy vai John Fitzgerald,[6] một thợ săn ích kỷ, ủng hộ việc bỏ Glass lại.
- Domhnall Gleeson vai Đại úy Andrew Henry,[7] trưởng nhóm thợ săn.
- Will Poulter vai Jim Bridger[6]
- Forrest Goodluck vai Hawk, con trai của Glass
- Grace Dove vai vợ của Hugh Glass
- Paul Anderson vai Anderson
- Brendan Fletcher vai Fryman
- Kristoffer Joner vai Murphy
- Melaw Nakehk'o vai Powaqa
- Duane Howard vai Elk Dog, cha của Powaqa
- Brad Carter vai Johnnie[8]
- Lukas Haas vai Jones[9][10]
- Tyson Wood vai Weston

## Sản xuất

### Đoàn làm phim
- Alejandro G. Iñárritu – đạo diễn, nhà sản xuất, nhà viết kịch bản
- Arnon Milchan – nhà sản xuất
- David Kanter – nhà sản xuất
- Steve Golin – nhà sản xuất
- Mary Parent – nhà sản xuất
- James W. Skotchdopole – nhà sản xuất
- Keith Redmon – nhà sản xuất
- Mark L. Smith – viết kịch bản
- Emmanuel Lubezki – nhà làm phim
- Jack Fisk – nhà thiết kế sản phẩm[11]
- Jacqueline West – thiết kế trang phục[12]
- Stephen Mirrione – nhà biên tập
- Ryuichi Sakamoto, Alva Noto và Bryce Dessner – các nhạc sĩ sáng tác

## Phát hành
Bộ phim được phát hành ở dạng giới hạn ở Hoa Kỳ vào ngày 25 tháng 12 năm 2015, làm bộ phim đủ điều kiện để tham dự giải 88th Academy Awards, trước khi được phát hành rộng rãi ngày 8 tháng 1 năm 2016. Ngày 15 tháng 1 năm 2016, bộ phim được khởi chiếu ở Vương quốc Anh.

## Sự đón nhận

### Công chiếu ở rạp
Tính đến  ngày 18 tháng 1 năm 2016, The Revenant gặt hái được 93.2 triệu đô la ở Bắc Mỹ và 58.7 triệu đô la ở các lãnh thổ khác với tổng số là 151.8 triệu đô la, với kinh phí sản xuất là 135 triệu đô la.
Ở Hoa Kỳ và Canada, The Revenant được công chiếu ở dạng phiên bản giới hạn vào ngày 25 tháng 12 năm 2015 và qua những ngày cuối tuần đã thu được doanh số là $474,560 từ bốn rạp ở Thành phố New York và Los Angeles ($118,640 cho mỗi rạp), xếp hạng 23. Doanh số này lớn thứ hai của năm 2015 đứng sau doanh số $130,000 của Steve Jobs. Bộ phim thu được doanh số $1.6 triệu từ bản giới hạn trong hai tuần trước khi phiên bản mở rộng được chiếu vào ngày 8 tháng 1 năm 2016 trên 3,371 rạp.

### Phản hồi
The Revenant nhận được các bình luận tích cực từ các nhà phê bình điện ảnh. Bộ phim đạt tỉ lệ đánh giá 81% trên Rotten Tomatoes, dựa trên 219 đánh giá, với điểm trung bình là 7.9/10. On Metacritic, the film has a weighted average score of 76 out of 100, based on 49 critics, indicating "generally favorable reviews". On CinemaScore, audiences gave the film an average grade of "B+" on an A+ to F scale.

### Các giải thưởng
The Revenant nhận được nhiều giải thưởng và đề cử, gồm có ba giải Golden Globes cho Hình ảnh đẹp nhất, Đạo diễn xuất sắc nhất và Diễn viên xuất sắc nhất, cũng như một đề cử cho Bản phối tốt nhất. Ngày 14 tháng 1 năm 2016, bộ phim nhận được 12 đề cử Academy Award, gồm có Hình ảnh đẹp nhất và Đạo diễn xuất sắc nhất, Diễn viên chính xuất sắc nhất, và Diễn viên phụ xuất sắc nhất cho DiCaprio và Hardy.